# The Lovecraft Sextet
The Lovecraft Sextet (stilisiert als The LΩVECRAFT SEXTET) ist ein 2021 gegründetes Soloprojekt, mit dem Jason Köhnen Ideen fortführt, die er bereits als Mitglied der Gruppen The Kilimanjaro Darkjazz Ensemble und The Mount Fuji Doomjazz Corporation verfolgte.

## Geschichte
Jason Köhnen initiierte The Lovecraft Sextet als Soloprojekt. Das konzeptionell auf Tod, Loslassen und Wiedergeburt hin ausgerichtete Debüt wurde verbunden mit seiner ersten Kurzgeschichte geschrieben. Beide Elemente sollten einander ergänzen und zugleich gemeinsam veröffentlicht werden. Das Debütalbum In Memoriam erschien im September 2021 über Denovali Records. Neben der Musik ist die Kurzgeschichte als PDF-Dokument und Hörbuch enthalten. Das als „wundervolles Debütalbum“ gelobte Album In Memoriam wurde als konsequente Weiterentwicklung früherer Projekte von Köhnen beurteilt. Die Musik erscheine dabei „friedlich und bedrohlich“ zugleich.

## Stil
Das Projekt spielt eine als Dark Jazz, Doom Jazz, Horror Jazz oder Drone Jazz bekannte Mischung aus Jazz, Doom Metal, Ambient, Drone Doom und Post-Rock, für welche besonders Bohren und der Club of Gore bekannt sind und die Köhnen schon mit vorherigen Projekten wie The Mount Fuji Doomjazz Corporation und The Kilimanjaro Darkjazz Ensemble bediente. Auch in Rezensionen wird eine stilistische Nähe zu Interpreten des Dark Jazz wie Bohren und der Club of Gore oder Dale Cooper Quartet & the Dictaphones assoziiert. Das Label Denovali Records verweist hinzukommend auf cineastische Aspekte sowie auf einen Einfluss aus Klageliedern und der Trauermusik von Opernmusik und Klassik über Funeral-Jazz bis hin zu gregorianischen Chorälen, wodurch die Musik als Stil-Hybride mit der Neoklassik erscheint.

## Diskografie
- 2021: In Memoriam (Album, Denovali Records)
- 2022: Nights of Lust (Album, Denovali Records)
- 2022: Miserere (Album, Debemur Morti Productions)
- 2022: Seekers Who Are Lovers (Tribute to Cocteau Twins) (Download-Single, Selbstverlag)
- 2023: Image of You (Tribute to Red Snapper) (Download-Single, Selbstverlag)